# Пядикская сельская община
Пядикская сельская общи́на (укр. П'ядицька сільська громада) — территориальная община в Коломыйском районе Ивано-Франковской области Украины.
Административный центр — село Пядики.
Население составляет 17 118 человек. Площадь — 126,8 км².

## Населённые пункты
В состав общины входят 9 сёл:
- Великая Каменка
- Годы-Доброводка
- Малая Каменка
- Пядики
- Студлов
- Турка
- Фатовец
- Ценява
- Ясинки